# Sound Schedule Live Tour “PLACE2019” LIQUIDROOM
「Sound Schedule Live Tour “PLACE2019” LIQUIDROOM」（サウンドスケジュール ライブツアー プレイス2019 リキッドルーム）は、Sound Scheduleのライブビデオ。2020年3月25日にDANGUY RECORDSより発売された。

## 概要
- 前作の映像作品から約14年1ヶ月ぶりのリリースとなり、初のBlu-ray形態でのリリースとなった[1]。

- Sound Scheduleが2011年の再結成以降、年に一度開催しているライブツアー「PLACE」シリーズの2019年公演のうち、東京会場での映像を収録している。なお、本公演は当初2019年10月12日に予定していたものの台風19号の影響で延期となり、振替公演として2020年1月3日に東京のLIQUIDROOMで開催されたものである[1][2]。

- 本作収録の音源から楽曲部分のみを切り出したものも本作と同日に配信リリースされた[3]。

- 2020年5月30日と2020年5月31日にタワーレコード新宿店とタワーレコード梅田NU茶屋町店で本作の発売を記念したインストアイベントが行われる予定であったが、新型コロナウイルス感染症の影響を受け延期となった[4]。

## 収録曲
1. IQ兄弟
2. 世直しブッダ
3. グッドタイムコミュニケーション
4. さらばピニャコラーダ
5. 幼なじみ
6. スペシャルナンバー
7. 運命の人へ
8. フリーハンド
9. わけあり
10. 愛のかたち
11. シチューが飲みたくなる歌
12. 言葉以上に
13. 君という花
14. コンパス
15. ピーターパン・シンドローム
16. 今ココにあるもの
17. 吠える犬と君
18. アンサー
19. ことばさがし

オーディオコメンタリー. メンバー3人が語る「僕たちのPLACE」